# Parque de Bercy
El Parque de Bercy (en francés Parc de Bercy) es un conjunto de tres jardines situados en el XII Distrito de París, entre el Palais Omnisports de Paris-Bercy (POPB) y el centro comercial y de restaurantes Bercy Village. Sus 14 hectáreas lo convierten en uno de los parques más importantes de la ciudad.
El parque ocupa el emplazamiento de antiguos almacenes vinícolas que fueron el mayor centro mundial de negocio en vinos y espirituosos en el siglo XIX. Su actividad continuó hasta los años cincuenta.
Situado a orillas del Sena, entre el Palacio polideportivo de Paris-Bercy y las bodegas de crianza de la Cour Saint-Emilion, este parque, de trazado resueltamente contemporáneo, ha conservado un encanto particular vinculado a su pasado. Estos lugares siguen evocando la actividad incesante de los almacenes que abastecían de vino a toda la capital. Para perpetuar el recuerdo de su pasado vinícola, la Dirección de parques y jardines plantó una viña, que se vendimia todos los años. 
Las calles adoquinadas siguen desvelando los carriles que permitían la circulación de los vagones cisterna. Las ruinas de una pequeña casa de campo del siglo XVIII yacen entre los 200 árboles centenarios.
Encontramos un pequeño lago y su isla en donde se erige la Casa del Lago, dominada por pinos de Córcega, cedros del Líbano y ginkgos.
Se han conservado tres antiguos edificios vinícolas. Diseminados por los cuatro ángulos del parque, conservan la memoria del lugar al mismo tiempo que animan sus floridas alamedas.

Parc de Bercy, Paris.

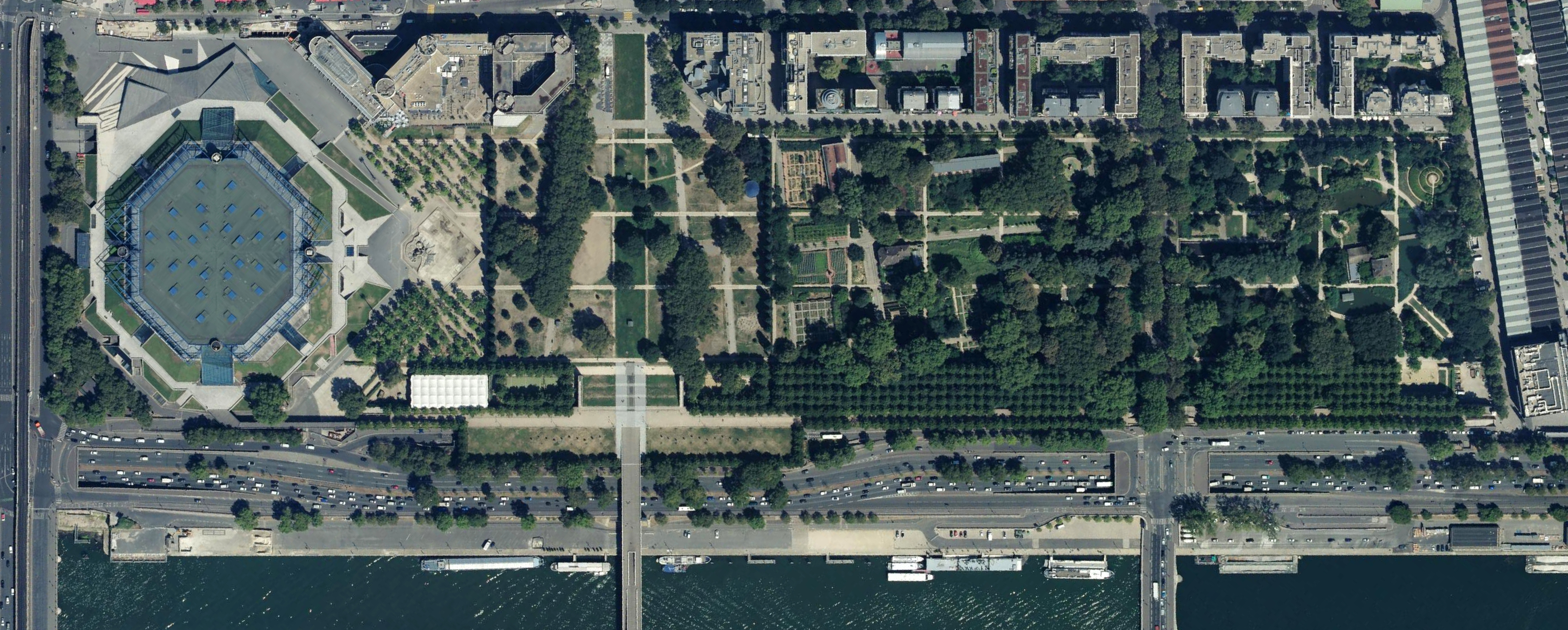
Parc de Bercy, Paris.

- Datos: Q945251
- Multimedia: Parc de Bercy / Q945251